# Gilded Lies
Gilded Lies er en amerikansk stumfilm fra 1921 af William P.S. Earle.

## Medvirkende
- Eugene O'Brien som Keene McComb
- Martha Mansfield som Hester Thorpe
- Frank Whitson som Martin Ward
- George Stewart som Andrew Scott
- Arthur Donaldson som Major Burns